# Tetrao urogallus
El urogallo común o urogallo occidental (Tetrao urogallus) es una especie de ave galliforme de la familia Phasianidae. Se distribuye por buena parte de la Europa boreal (Escandinavia, región báltica y Rusia) y en pequeños enclaves de montaña de zonas templadas como la cornisa cantábrica, los Pirineos, los Alpes y el Jura.
En España, desde 1979 se ha vedado la caza de esta especie, y desde 1986 tiene la catalogación de especie protegida, aunque esto no ha supuesto un incremento en la población hasta el momento. Se le considera una reliquia de la era glaciar, pues tras este período la población se fue desplazando a las regiones frías de Europa y la alta montaña. Los esfuerzos e inversiones realizadas no han conseguido detener el declive de una especie que se encuentra en una situación dramática.

## Descripción

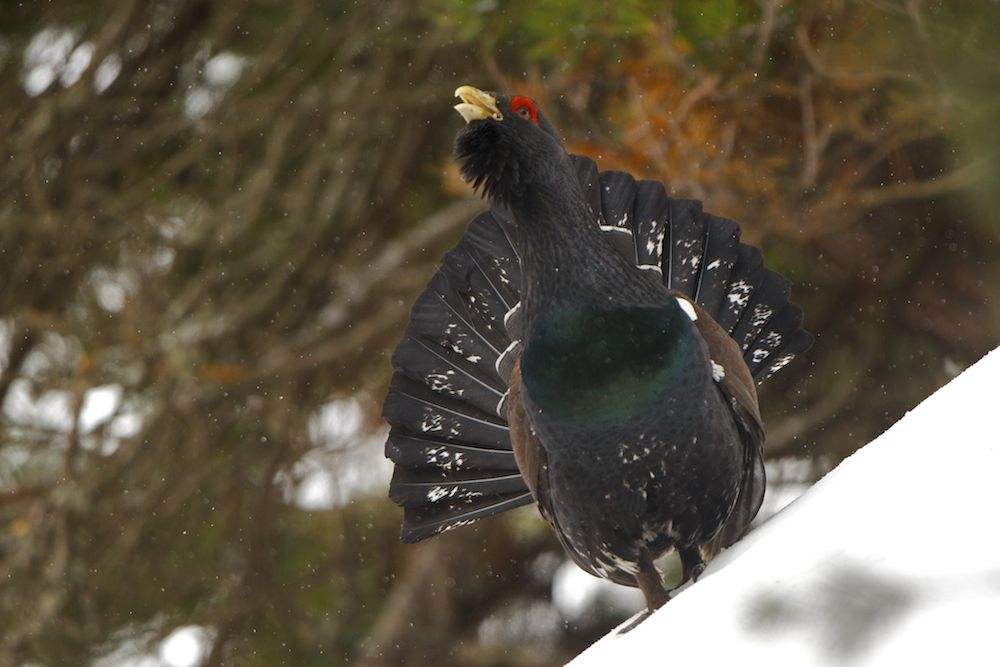
Macho cantando durante la época de celo, en el valle de Arán, en los Pirineos

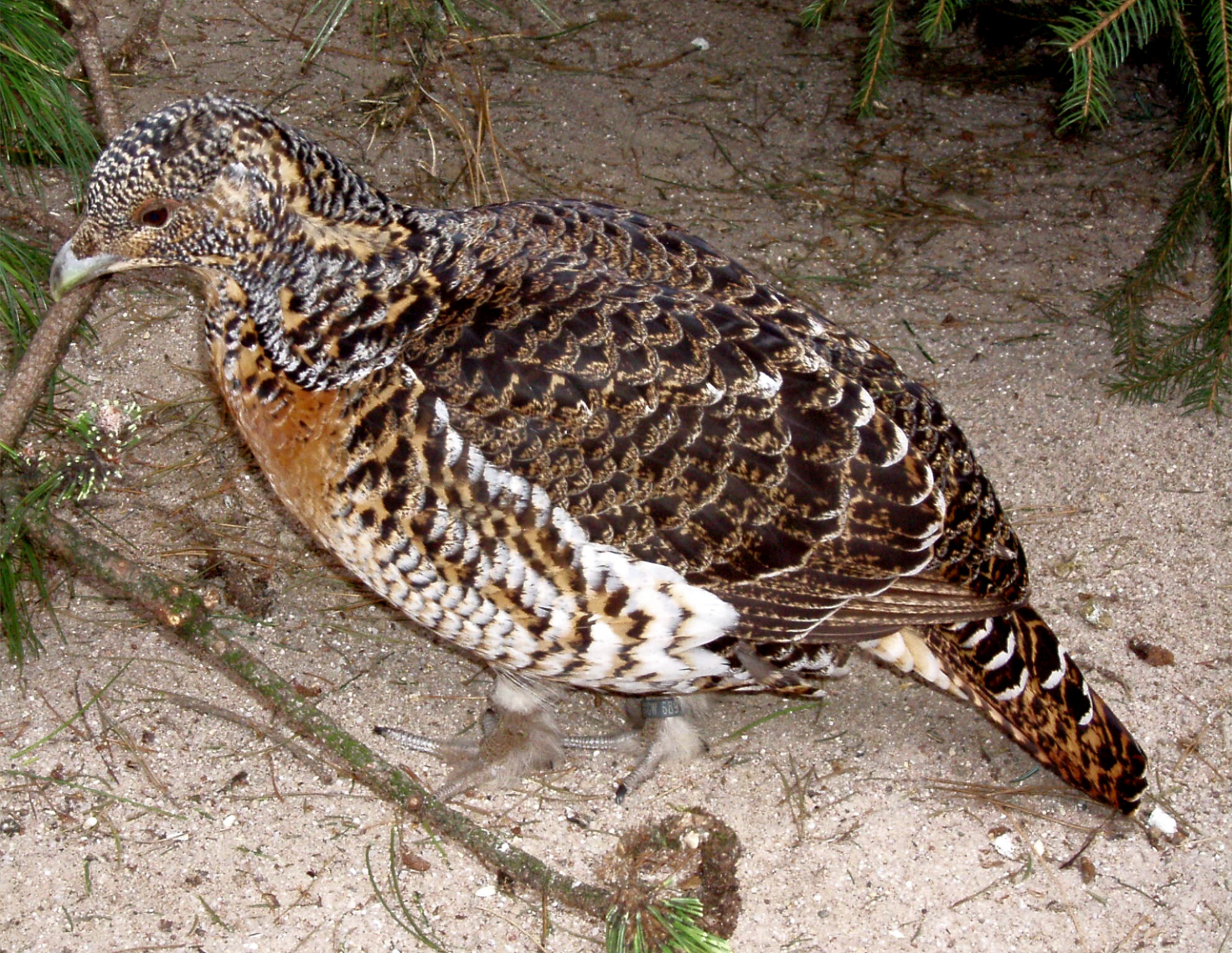
Hembra

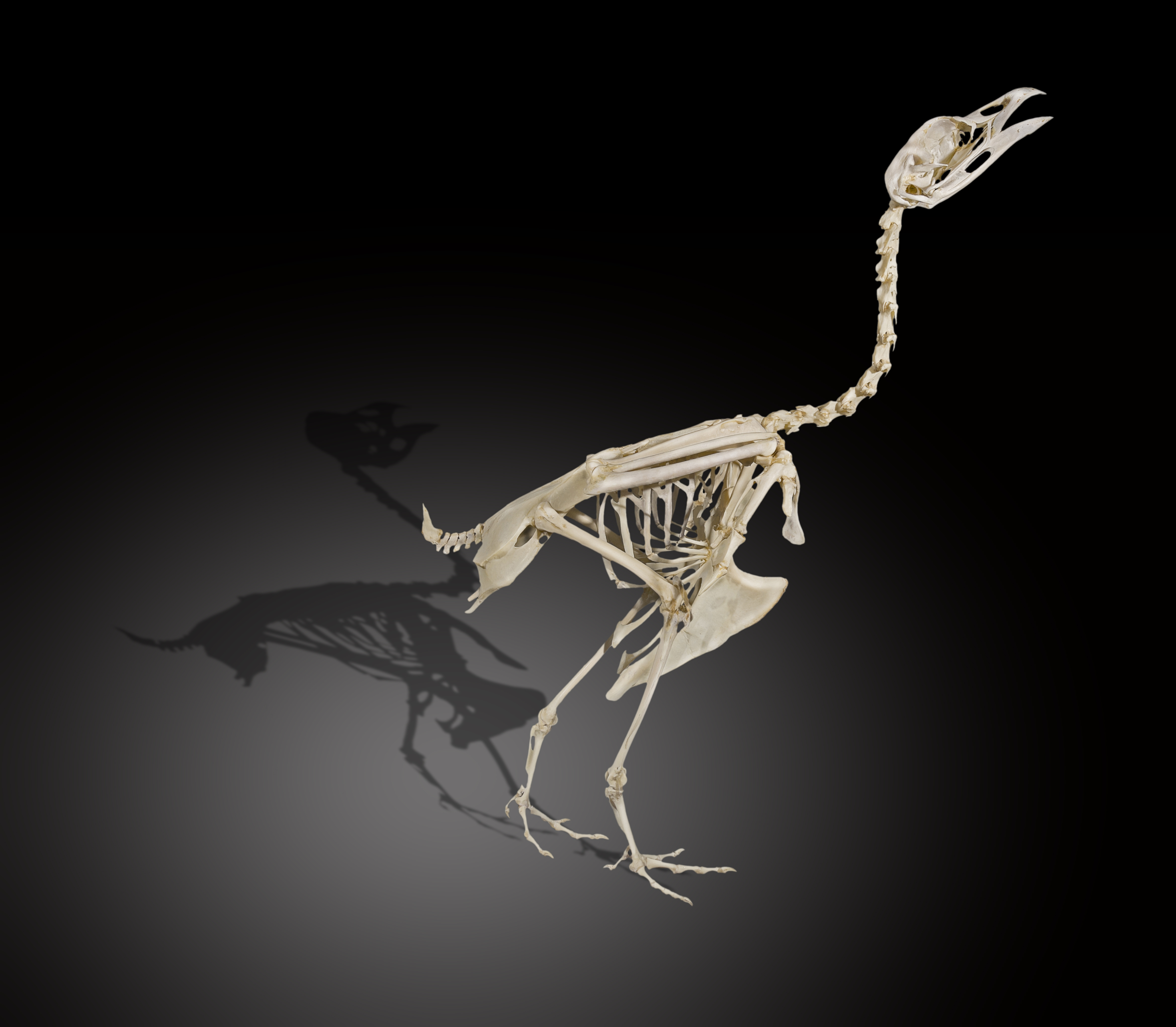
Esqueleto de Tetrao urogallus

El urogallo presenta un gran dimorfismo sexual. Los machos y hembras se diferencian fácilmente por su tamaño y coloración. Los machos son más grandes, pesan entre 3,3 y 6,7 kg. El ejemplar más grande registrado en cautividad pesaba 7,2 kg. Pueden medir de 74 a 115 cm y tener una envergadura alar de unos 1,2 m. Presentan una coloración general que va del gris muy oscuro al pardo oscuro, con reflejos verdes metálicos en las plumas del pecho. Las plumas del vientre y la parte inferior de la cola varían del color negro al blanco, dependiendo de la raza a la que pertenezcan. Se caracterizan por tener unas plumas debajo del pico en forma de barba, una cola en forma de abanico y unos tubérculos rojos sobre los ojos.
Las urogallinas son más pequeñas, pesan aproximadamente la mitad que los machos. Su cuerpo desde el pico a la cola mide aproximadamente entre 54–64 cm, tienen una envergadura alar de unos 70 cm y pesan entre 1,5-2,5 kg. El plumaje de sus partes superiores es pardo con un jaspeado en negro, el vientre es ligeramente más claro y amarillento.
Ambos sexos presentan manchas blancas en sus hombros. Tienen las patas cubiertas de plumas, especialmente en las estaciones frías, lo que los protege de las bajas temperaturas. Sus dedos son cortos y anchos.
Los pollos tienen una coloración similar a las hembras, que les permite camuflarse, con un penacho de plumas negras. A partir de los tres meses empiezan a adquirir su coloración de machos o hembras adultos.

## Taxonomía

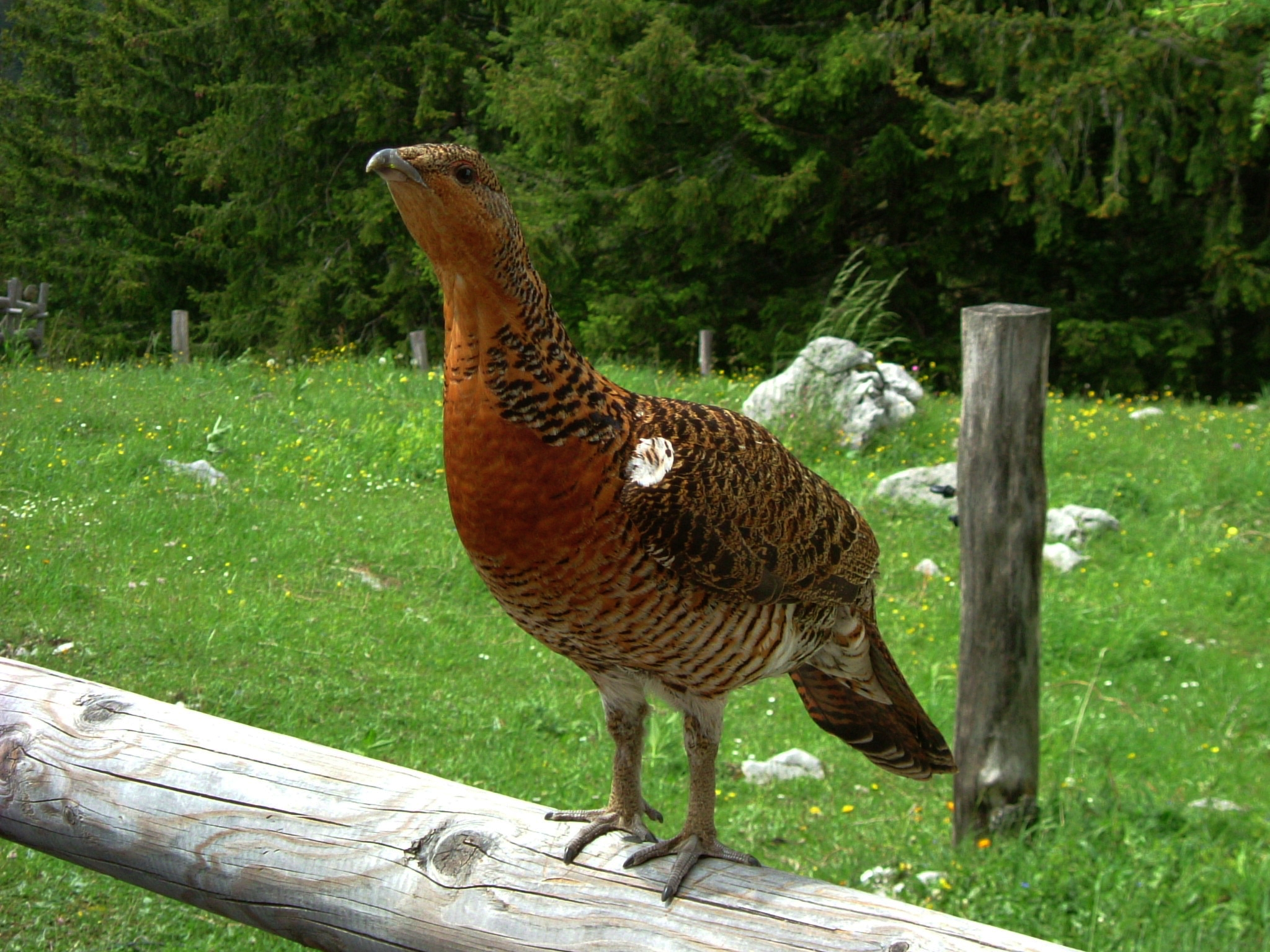
Hembra en el sur de Alemania.

Fue descrito en 1758 por Carlos Linneo en su Systema naturæ con su actual nombre binomial. El urogallo es la especie tipo del género Tetrao, que solo contiene también al urogallo piquinegro de Asia. El género Tetrao pertenece a la familia Phasianidae, la familia de los faisanes, gallos, pavos, lagópodos, perdices y afines. Los fasiánidos a su vez se clasifican en el orden Galliformes, junto a otras cuatro familias de aves terrestres: Megapodiidae (talégalos), Cracidae (chachalacas y pavas americanas), Numididae (pintadas) y Odontophoridae (colines y corcovados). Dentro de la familia Phasianidae, el urogallo se encuadra en la subfamilia Tetraoninae, que incluye a los urogallos, lagopodos, grévoles, gallos de las praderas y afines.
Aunque se han descrito hasta doce subespecies, en la actualidad se reconocen 10 subespecies:
- T. u. aquitanicus Ingram, 1915 - Pirineos;
- T. u. cantabricus Castroviejo, 1967  - cordillera Cantábrica;
- T. u. crassirostris C. L. Brehm, 1831 - Alemania y Polonia hasta la península balcánica;
- T. u. karelicus Lönnberg, 1924 - Finlandia y Karelia;
- T. u. kureikensis Buturlin, 1927 - noroeste de Rusia;
- T. u. lonnbergi - península de Kola;
- T. u. taczanowskii (Stejneger, 1885) - Siberia central hasta los montes Altái y el noroeste de Mongolia y Corea del Norte;
- T. u. uralensis Menzbier, 1887 - Sur de los montes Urales y suroeste de Siberia.
- T. u. urogallus Linnaeus, 1758 - Escandinavia y Escocia;
- T. u. volgensis Buturlin, 1907 - Bielorrusia y el centro y sureste de Rusia.

## Hábitat
Vive en zonas montañosas con bosques claros y abiertos de coníferas donde haya abundante vegetación herbácea, agua y bayas. Suele dormir en las ramas horizontales de los árboles, lo que se hace un requisito para su presencia.
El urogallo se caracteriza porque tiene una dieta estacional, que corresponde a:
- En primavera se alimenta de brotes de haya y otras especies herbáceas.
- En verano, se alimenta de hierba, larvas y crisálidas de hormiga, bellotas, hayas, lagartijas e incluso serpientes.
- En otoño la alimentación principal es el arándano.
- En invierno, se alimenta de diferentes especies de brotes de árboles: de haya, amentos de abedul, acículas de pino y bayas (y a falta de estas, hojas) de acebo.

## Reproducción

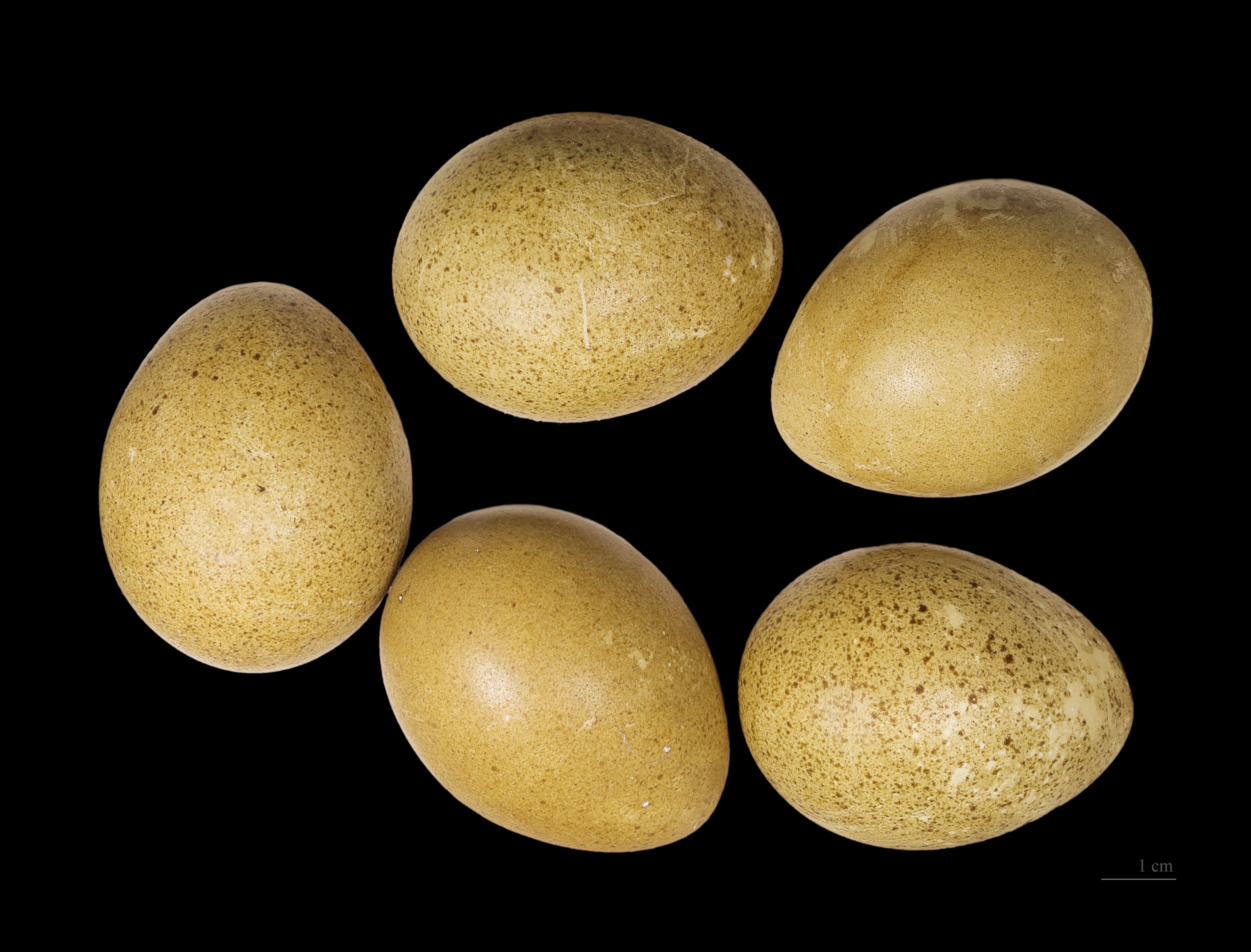
Huevo de Tetrao urogallus urogallus

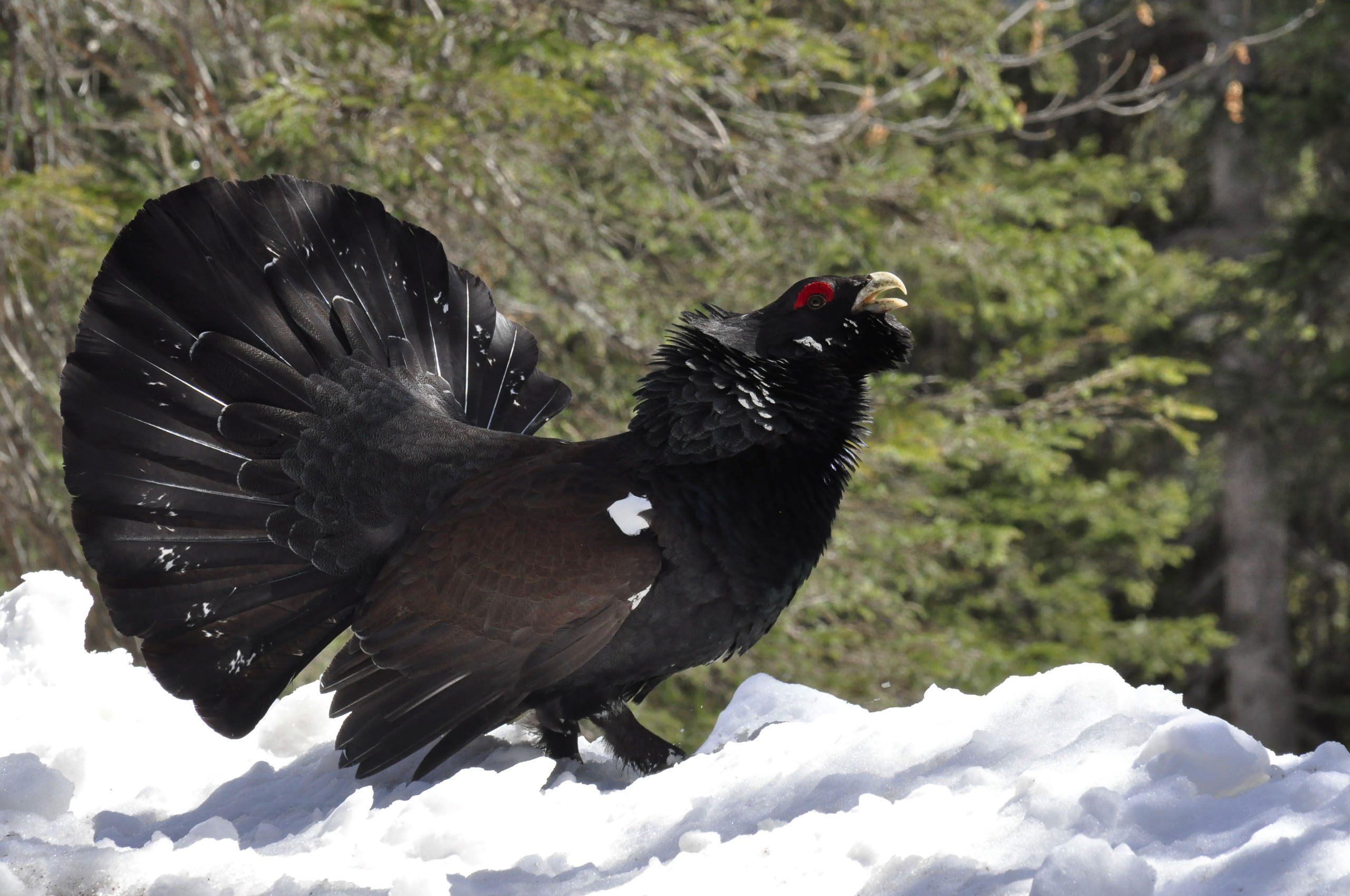
Macho con su cola desplegada emitiendo su reclamo

La época de celo dura desde marzo hasta el primer tercio de mayo. El urogallo profiere gritos de reclamo al amanecer y al atardecer desde algún punto elevado atrayendo a las hembras; estos gritos le dieron este nombre al animal pues se decía que eran parecidos a los del uro (bóvido extinto). Luego se posa en el suelo y cubriendo un territorio de 50 a 100 m de diámetro continúa con sus reclamos y copulando con varias gallinas en un mismo día.
Las hembras ponen entre cinco y doce huevos en un hoyo en el suelo donde son objetivo fácil para los jabalíes, perros, comadrejas y azores. Además la mortalidad de los polluelos es muy alta en las primeras semanas de vida, por lo que su población aumenta muy lentamente.

## Amenazas a la especie
Si bien el urogallo está protegido en toda España [indicar legislación de aplicación], su población ha ido disminuyendo poco a poco desde entonces hasta niveles alarmantes. Aunque la caza furtiva es cada vez más perseguida y causa menos daños, es la destrucción  o alteración del hábitat natural del urogallo lo que provoca su desaparición:
- Densificación de las masas forestales: Por abandono de las prácticas tradicionales, en el rango cantábrico desde la década de 1970 y en el rango pirenaico por el avance del abetal.
- Deforestación: provoca la escasez de los árboles de los que se alimenta y donde vive.
- Actividades humanas: ganadería, cacerías de otras especies como el jabalí o actividades deportivas como el senderismo, esquí o el alpinismo alteran la tranquilidad que requiere el urogallo para su reproducción en la época de celo, además de que se modifica su entorno natural mediante pistas forestales, sendas artificiales o instalaciones deportivas.
- Urbanismo: los vuelos del urogallo son muy cortos y a baja altura posándose cada cierta distancia en las ramas. Una simple valla, un cable de alta tensión o el despeje de un terreno para zona de pastos impedirán gravemente su desplazamiento y, por lo tanto, su capacidad reproductora.
- Otras interferencias: el macho emite durante el celo una especie de grito al amanecer y al atardecer que requiere la no interferencia de actividades humanas. Igualmente el modo de puesta de huevos da pocos polluelos viables.

De las subespecies peninsulares es el urogallo cantábrico (T. u. cantabricus) la que tiene las peores perspectivas de futuro a medio plazo pues sus poblaciones comienzan a estar aisladas entre sí sin posibilidad de renovación genética. La población de urogallos en Galicia se considera prácticamente extinguida dado que está aislada del resto. En Cantabria se le considera extinto y quedan algunas unidades remanentes en el entorno de Picos de Europa sin viabilidad alguna, a pesar de que no hace muchas décadas esta especie se extendía hasta la sierra de Híjar y las cabeceras del Saja y Nansa. En Asturias y León las poblaciones empiezan a estar desconectadas y a perder capacidad reproductiva. Se han propuesto diversos planes de actuación pero todos con poco o nulo éxito. La reciente declaración de parte de la cordillera cantábrica como Reserva de la biosfera puede suponer un pequeño salvavidas. Otros planes han propuesto su cría en cautividad y el cruce genético forzado entre ejemplares de distintas poblaciones. También se está limitando los parques eólicos que pueden afectarles.
Al contrario de la creencia general y de cierto sector académico, el factor determinante para el urogallo cantábrico es la estructura, y no la especie de árbol, de su hábitat.[cita requerida] Por tanto, y ante la extinción antrópica de los pinares cantábricos, ha debido adaptarse, desde la Edad Media a los bosques caducifolios, claramente subóptimos y que han mantenido a la especie en un tenso equilibrio.[cita requerida] La baja altura relativa de su hábitat sobre el nivel del mar, el carácter hiperhúmedo atlántico y la orientación norte no favorecen a la especie. Estos factores fueron contrarrestados por una fortísima intervención humana sobre su hábitat que permitía mantener en bosques caducifolios la peculiar estructura de hábitat que precisa.[cita requerida]

## Cultura popular
Un poema temprano de André Breton se titula Urogallos y fue publicado en 1919.